# Cratere Vinogradov
Vinogradov  è un cratere sulla superficie di Marte.